# جيهان يلماز
جيهان يلماز (بالألمانية: Cihan Yılmaz؛ بالتركية: Cihan Yılmaz) هو لاعب كرة قدم ألماني وتركي في مركز الوسط، ولد في 15 يونيو 1983 في أربا في تركيا. لعب مع بولو سبور وروت فايس آهلن وسيفاسبور وفيهين فيسبادن وكارسياكا ونادي بروسيا مونستر.

## وصلات خارجية
- جيهان يلماز على موقع اتحاد تركيا (لاعب) (الإنجليزية)
- جيهان يلماز على موقع قاعدة بيانات كرة القدم.إي يو (الإنجليزية)
- جيهان يلماز على موقع عالم كرة القدم.نت (الإنجليزية)